# Marie-Sœurette Mathieu
Marie-Sœurette Mathieu (Puerto Príncipe, 10 de agosto de 1949-20 de julio de 2023) fue una escritora, socióloga y profesora canadiense-haitiana.
Dejó su país natal en 1970 y se fue primero a Estados Unidos y luego a Quebec. Estudió sociología y educación en la UQAM, y es miembro de UNEQ y de la Sociedad literaria de Laval.

## Obras
- Lueurs ,Port-au-prince 1971
- Poèmes d'autrefois y Fêlures Montréal : Schindler Press 1976
- Lueurs y Quinze poèmes d'éveil, Montréal : Édition Lagomatik 1991
- Pagaille dans la ville, Montréal : Humanitas 1995
- Ardémée poèmes Montréal : Humanitas 1997
- L'amour en exil, Montréal : Éditions du CIDIHCA 2000
- Double choc pour Mélanie Montréal : Éditions du CIDIHCA 2002[3]
- Retrouvailles Laval : Éditions Teichtner 2004
- Un pas vers la Matrice , Montreal: Éditions Grenier 2009
- L'autre face des Étoiles, Poèmes et Haïkus, Lorraine: Éditions Le grand fleuve 2012 {{ISBN} 978-2-922673-21-9}} (br.